# 张国晖
张国晖（1956年—），男，汉族，河南信阳人，中华人民共和国政治人物。毕业于高等教育自学考试行政管理专业。曾任许昌市市长，第十二届全国人民代表大会河南地区代表。现任信阳市人大常委会主任。

## 生平
1983年加入中国共产党。曾任共青团信阳地委副书记，固始县委常委、组织部长、县委副书记、县长，光山县委书记，罗山县委书记。 
2003年6月—2006年2月任河南省信息产业厅副厅长。2006年2月—2010年9月任河南省政府副秘书长。2010年 9月—2010年10月任中共许昌市委副书记。2010年10月—2011年1月任许昌市代市长。2011年1月任中共许昌市委副书记，市长。2013年，担任第十二届全国人大代表。
2015年4月12日任信阳市人大常委会主任。